# ショットピーニング

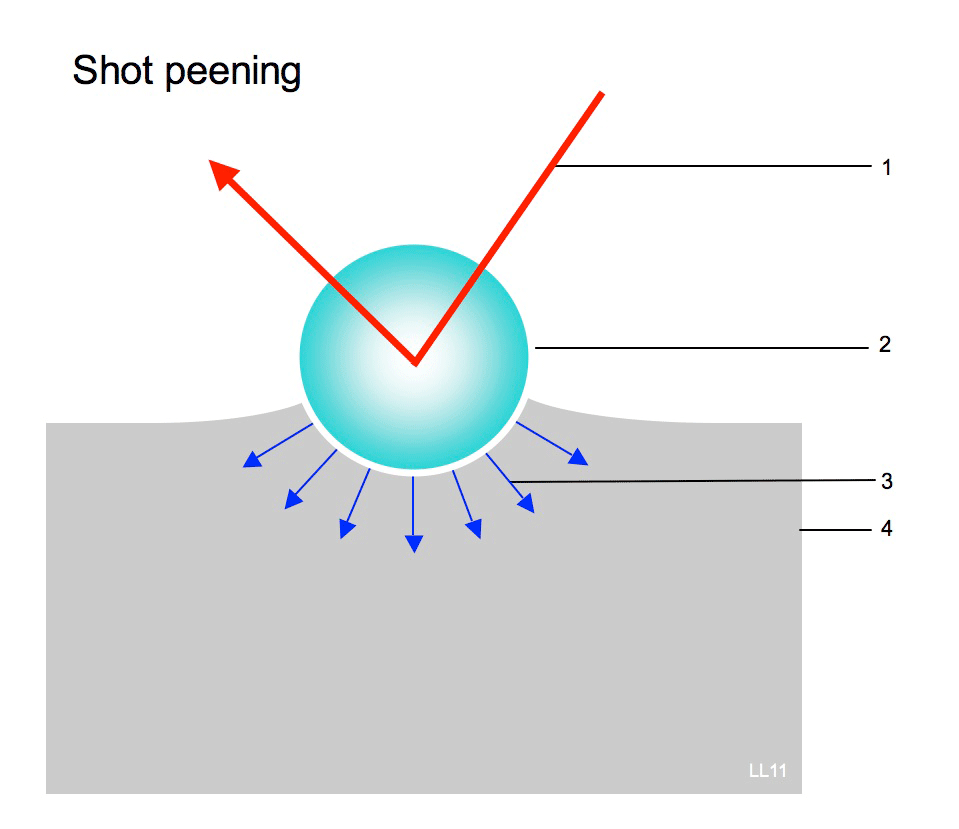
ショットピーニングによる鋼球衝突の様子
1:ショットの軌道
2：ショット
3：圧縮の付与
4：対象材表面

ショットピーニング (Shot Peening) とは、機械工作における噴射加工の一種で、無数の鋼鉄あるいは非鉄金属の小さな球体を高速で金属表面に衝突させることで、塑性変形による加工硬化、圧縮残留応力の付与を図る処理である。

## 加工方法
ショットあるいは投射材と呼ばれる粒状物を、空気圧または遠心力により投射して被加工物にぶつけることにより加工される。ショットの種類は被加工物の特性や得ようとする特性に応じて選択される。特にショットの比重、粒度、硬さが影響を与える。鋼球のショット材の場合は、直径0.2 - 4mmの大きさのものなどが使用される。投射される鋼球のスピードは、40から数百m/s程度である。
ショット衝突により被加工物表面に加工硬化、金属組織の変態が生じる。また、ショット衝突により被加工物表面は凹み、押し伸ばされるが、周囲の非変形部により拘束されるため、圧縮残留応力が発生する。深い硬化層は大きな鋼球を、浅く硬い硬化層は小さな鋼球を速いスピードで投射することで得る。
ほぼ同じ手法を用いる表面処理としてサンドブラスト、ショット・ブラストがあるが、こちらは主に表面研削や付着物除去を目的としており、表面硬化等を目的に特化したものではないため区別される。
冷間加工の一種に該当し、同じく冷間加工の一種である表面ロール加工も同様な効果を得ることができる。

## 効果
表面の加工硬化、圧縮残留応力の付与により、疲労強度、耐摩耗性、耐応力腐食割れ性が向上する。その他には、放熱性の向上、流体抵抗の減少等の効果もある。ただし腐食疲労においては、高応力・低繰り返し数破壊条件では疲労強度が向上するが、低応力・高繰り返し数破壊条件ではショットピーニング層が腐食環境に敏感になるため、疲労強度向上が無くなる場合がある。潤滑条件によっては未処理よりも耐摩耗性・摩擦特性の悪化、相手側への攻撃性が高くなるケースもあるため、条件にあったショットピーニングの選択が必要となる。
また、被加工物の表面に微細なディンプルを形成し、フリクションの低減となるテクスチャリング効果も研究されている
。

## 採用例
自動車部品のばね、歯車、コネクティングロッド、クランクシャフト、航空機のジェットエンジン、翼、ランディングギア、化学プラントの圧力容器に利用されている。 特にばねに対しては疲労強度の改善のために広く使用されている。